# فرانكو سيميولي
فرانكو سيميولي (بالإيطالية: Franco Semioli)‏ (مواليد 20 يونيو 1980 في تورينو - إيطاليا) لاعب كرة قدم إيطالي يلعب حاليا لصالح نادي الدرجة الأولى سامبدوريا الإيطالي منذ 2009 في مركز الجناح الأيمن كما يجيد اللعب في مركز الجناح الأيسر . .

## روابط خارجية
- فرانكو سيميولي على موقع إي إس بي إن إف سي (الإنجليزية)
- فرانكو سيميولي على موقع قاعدة بيانات كرة القدم.إي يو (الإنجليزية)
- فرانكو سيميولي على موقع ناشيونال فوتبول تيمز (الإنجليزية)
- فرانكو سيميولي على موقع Soccerway.com (الإنجليزية)
- فرانكو سيميولي على موقع عالم كرة القدم.نت (الإنجليزية)
- فرانكو سيميولي على موقع كووورة